# Estline
Estline (a volte scritto EstLine) era una compagnia di navigazione svedese-estone, di proprietà congiunta di Nordström & Thulin e del governo estone tramite la Estonian Shipping Company (ESCO). Estline è stata fondata nel 1989 e aveva un diritto esclusivo di 10 anni sul traffico passeggeri tra Stoccolma, Svezia e Tallinn, Estonia. Il 28 settembre 1994, l'ammiraglia dell'azienda, la MS Estonia, affondò in una tempesta autunnale. Nel 1998, Nordström & Thulin ha lasciato la joint venture, rendendo Estline una compagnia di navigazione estone interamente controllata. Entro la fine del 2000, le navi di Estline sono state noleggiate da Tallink. Estline è stata ufficialmente dichiarata fallita a metà del 2001.

## Navi
Non un elenco completo.
- MS Nord Estonia, poi MS Vana Tallinn (1990–1994) – Demolita in Aliağa, Turchia, 2014
- MS Estonia (1993–1994) – Affondò nel 1994
- MS Nord Neptunus, poi MS Neptunia (1992–1999) – Demolita in Aliağa, Turchia, 2007
- MS Mare Balticum (1994–1996) – Ora MS ARV 1 per Equinox Offshore Accommodation, in fase di ricostruzione in una nave da rifornimento e alloggio
- MS Regina Baltica (1996–2000) – Ora salpa per Balearia
- MS Baltic Kristina (1997–2000) – Ora MS Rigel per Ventouris Ferries